# یونی مورا
یونی مورا (فنلاندی: Jonni Myyrä؛ ۱۳ ژوئیهٔ ۱۸۹۲ – ۲۲ ژانویهٔ ۱۹۵۵) پرتاب‌گر نیزه اهل فنلاند بود.
از افتخارات وی میتوان به کسب مدال طلا پرتاب نیزه در بازی‌های المپیک تابستانی ۱۹۲۰ و بازی‌های المپیک تابستانی ۱۹۲۴ اشاره کرد.